# Police (kraj ołomuniecki)
Police (niem. Polleitz) – gmina w Czechach, w powiecie Šumperk, w kraju ołomunieckim. Według danych z dnia 1 stycznia 2012 liczyła 230 mieszkańców.